# Кефарт, Хорас
Гораций Сауэрс Кефарт (англ. Horace Sowers Kephart; (8 сентября 1862 — 2 апреля 1931) (также встречается вариант написания имени — Хорас Кефарт) — американский писатель-путешественник и библиотекарь, наиболее известный как автор книги «Наши южные горцы» (мемуары о его жизни в Великих Дымчатых горах западной части Северной Каролины) и классического путеводителя по кемпингу и бушкрафту.

## Биография
Гораций Кефарт родился в 1862 году в местности Восточный Салем в штате Пенсильвания, но вырос в штате Айова. Он получил образование библиотекаря, затем работал библиотекарем в Йельском университете. В 1890 году получил должность директора «Торговой библиотеки» в городе Сент-Луис, штат Миссури. В это время он начал писать статьи о походах и охоте, которыми занимался в качестве хобби.

Постепенно у него начал нарастать кризис среднего возраста. В 1903 году он ушел с работы в библиотеке. В 1904 году семья Кефарта (жена Лора и шестеро детей) переехала в Итаку, штат Нью-Йорк, без него, но Лора и Гораций так и не развелись и не разошлись по закону. Сам Гораций Кефарт нашел свой путь в западную часть Северной Каролины, где он жил в районе Хейзел-Крик, что позже стало Национальным парком Дымных гор. 
«Я взял топографическую карту и вычертил на ней с помощью контурных линий и пустого места, на котором не было никаких поселений, то, что казалось самой дикой частью этих краев, и отправился туда.» — Гораций Кефарт.
Изучению этих гор и образа жизни их жителей Кефарт посвятил всю оставшуюся жизнь. Гораций изучал и фиксировал в своей литературе ремесла, архитектуру, навыки выживания, народную медицину и кулинарию тех, кто там живёт. С этого периода начинается издание его трудов. В 1906 году вышло первое издание книги Горация Кефарта «Путеводитель для тех, кто путешествует в условиях дикой природы: основы обустройства лагеря и навыков лесной жизни» (англ. The Book of Camping and Woodcraft: A Guidebook for Those Who Travel in the Wilderness).
В дальнейшем вышла книга 'Походная кулинария", изданная в 1910 году и посвященная приготовлению пищи в полевых условиях.
Собрав весь свой опыт, в 1913 году он издаёт книгу «Наши южные горцы» («Our Southern Highlanders»), второе, расширенное издание которой вышло в 1922 году.
В 1920-х Кефарт вместе с фотографом Джорджем Маса, начал кампанию за создание в Дымных горах национального парка. Национальный парк (Great Smoky Mountains National Park) был образован решением конгресса США в 1934 году, увы, но Гораций к тому времени уже погиб. Об открытии парка для туристов официально объявил в президент США Франклин Делано Рузвельт. В 1983 году Национальный парк был внесен в список объектов всемирного наследия ЮНЕСКО под номером 259.
В 1929 году Кефарт закончил текст одного из романов. Однако книга не редактировалась и не публиковалась до 2009 года, когда она была опубликована под названием «Магия дымчатых гор» Ассоциацией Великих Дымчатых гор.
Кефарт так и не покинул Дымчатые горы, погибнув в автомобильной катастрофе на горной дороге 2 апреля 1931 года. Хорас Кефарт был похоронен близ города Брайсон в штате Северная Каролина.

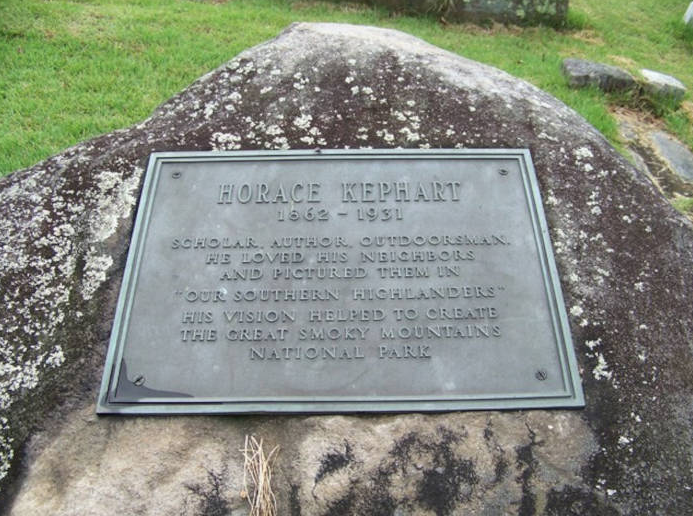
Могила Кефарта

Интерес к личности Горация Кефарта сохранился в США, его книги издаются и сегодня. В 1936 году в виде отдельной книги впервые была опубликована работа Хораса Кефарта «Чероки Дымных гор» («The Cherokees of the Smoky Mountains»), ранее публиковавшаяся в 1919 году, в виде трех очерков в журнале Outing.
30 сентября 2009 года на американском телевидении транслировалась четвертая серия документального фильма «Национальные парки: лучшая идея Америки», снятого известным американским документалистом Кеном Бернсом, в которой рассказывается о Хорасе Кефарте. Центр горного наследия и специальных коллекций в библиотеке Хантера (Университет Западной Каролины), создал цифровую выставку под названием «Раскрытие загадки», которая посвящена жизни и творчеству Горация Кефарта. Эта выставка содержит документы, фотографии и карты.

## Память
В честь Горация Кефарта названа гора (Mount Kephart) в Национальном парке Грейт-Смоки-Маунтинс, координаты 35°37′52″N 83°23′24″W.